# Дугино (Ростовская область)
Ду́гино — хутор в Азовском районе Ростовской области.
Входит в состав Елизаветинского сельского поселения.
Рядом с хутором строится водозаборный узел водовода в Донецк.

## География
Расположен в 7 км севернее районного центра — города Азов, на правом берегу гирла Каланча (рукав Дона), в окрестностях Ростова-на-Дону.

### Улицы
| - пер. Береговой, - пер. Донской, - пер. Дугинчик, - пер. Колхозный, - пер. Мостовой, - пер. Перерва, - пер. Пионерский, - пер. Проездной, | - пер. Свердлова, - пер. Терезникова, - пер. Тупиковый, - пер. Чехова, - пер. Школьный, - ул. М.Горького, - ул. Пушкина, - ул. Степная. |

## Население
| 1989 | 2002 | 2010 |
| ---- | ---- | ---- |
| 691  | ↘590 | ↗634 |

Национальный состав
Согласно результатам переписи 2002 года, в национальной структуре населения русские составляли 96 %.

## Достопримечательности
- К северу от Дугино, вблизи дороги Ростов-на-Дону — Рогожкино, находится группа поселений бабинской культуры «Малаховский Ерик», включающая в себя порядка десяти поселений, расположенных друг от друга на удалении не более ста метров[4]. Малаховский Ерик является памятником археологии времён поздней бронзы. Историки относят поселение к протяжённому периоду с конца третьего тысячелетия до третьего века до нашей эры. Археологами были обнаружены предметы из керамики. Поселения Малаховский Ерик расположены у границ ареала кобяковской культуры, однако найденная здесь керамика носит ярко выраженные восточные черты, когда как для кобяковской культуры более характерны черты, преобладающее в западных валиковых культурах. Это гладкий валик на кухонной керамике, доминирующий над расчлененным, полное отсутствие воротничковой орнаментации и значительный процент (до 25 %) столовой посуды, представленной типами, отличными от кухонной керамики: кубками, кувшинами, чашами и другими. Восточные признаки на кобяковской кухонной посуде единичны. По В. Н. Горбову, восточный блок культуры валиковой керамики отличается от западного по таким признакам, как наличие воротничков, орнаментация валиков косыми крестами или косой сеткой, зубчатым штампом[5]. Объекты являются памятниками культурного наследия местного значения[6].
- К востоку от Дугино находится ещё один древнейший археологический памятник — группа из десяти дюнных поселений «Дугино», датируемая V—III веками до н. э. Находки свидетельствуют о существовании здесь рыбацких посёлков[7]. Территорию дюнных поселений занимает историко-археологический комплекс «Дельта Дона»[8].